# Луд Туманний
Луд Туманний, або Луд-в-тумані (англ. «Lud-in-the-Mist») — фентезійний роман британської письменниці Гоуп Міррліз (англ. Helen Hope Mirrlees; 1926). Це третій і останній роман авторки. Він продовжує авторське дослідження тем Життя та Мистецтва за методом, уже описаним у передмові до її першого роману «Мадлен: одна з янсеністів Любові» (1919): «час від часу повертатися до дії фантастичного центру уваги вічність, з раптовим ефектом нереальності та натяком на світ у світі».

## Стислий зміст сюжету
Луд Туманний починається з цитати Джейн Гаррісон, з якою Міррліз жила в Лондоні та Парижі, і вплив якої також можна знайти в Мадлен і Контрзмову . Книга присвячена пам'яті батька письменниці.
У романі прозаїчні та законослухняні жителі міста Луд Туманний, розташованого біля злиття річок Дапл і Дол, у вигаданій державі Дорімар, повинні боротися з напливом казкових фруктів і впливом фантастичних мешканців прикордонної Землі Фей, чию присутність і саме існування вони прагнули вилучити зі свого раціонального життя. Коли відмова виявляється марною, мер Луда Туманного, поважний Нейтеніель Шантіклер, неохоче виявляється втягнутим у конфлікт і змушений змінити своє звичайне особисте життя, знехтувати традиціями міста, щоб знайти примирення з чарівним з сусіднього краю.

## Історія видання
У той час як у романах «Мадлен» і  «Контрзмова»,Міррліз адаптувала елементи з історії, релігії та літератури, її використання вторинного світу в «Луді-Туманному» наближує його до традиції високого фентезі, що актуалізує його та сприяє подальшій популярності твору.
У 1970 році американське перевидання було опубліковано без дозволу авторки в рамках серії  «Підліткова фентезі від "Баллантайн"». Відповідно до вступу до того тому, Лін Картер, редактор серії, не зміг знайти автора. Книга стала суспільним надбанням у Сполучених Штатах, оскільки авторське право не було продовжено в 1954 чи 1955 роках, як на той час було необхідно для збереження прав.
Згодом її перевидало видавництво «Оріон букс» у 2000 році як частину серії Fantasy Masterworks  Fantasy Masterworks. 
Недавнє перевидання «Cold Spring Press» містить передмову Ніла Ґеймена та вступ Даґласа А. Ендерсона.
Нове видання від «Пролог букс» (англ. «Prologue Books») було опубліковано в 2013 році.

## Відгуки
У дискусії про фантастичну літературу 1946 року Едвард Вагенкнехт посилався на «неоцінений шедевр Гоуп Міррліз «Луд Туманний».
Дейвід Ленґфорд і Майк Ешлі описують «Луд Туманний» як «зворушливу книгу, яка непередбачувано змінюється від жартівливості до загрози до надзвичайної гостроти, яка запам’ятовується». 
«Луд Туманний» був названий джерелом натхнення для багатьох авторів фентезі та наукової фантастики. Зокрема, Майкл Свонвік назвав її «однією з найменш відомих і водночас найвпливовіших сучасних фентезійних творів». Елізабет Генд  і Тім Пауерс  назвали це джерелом натхнення. А Ніл Ґеймен описав «Луд Туманний» як «один із найкращих [фантастичних романів] англійською мовою... Це маленьке золоте диво книжки». Він описав твори Міррліса як «елегантні, гнучкі, ефективні та захоплюючі: авторка вимагає багато від своїх читачів, за що вона багаторазово відплачує».  Він каже, що це одна з десяти його улюблених книг.

## Адаптація
Джой Вілкінсон написала сценарій для адаптації для BBC Radio 4, трансляція якого відбулася 30 жовтня 2021 року. У ньому зіграли Олівія Пуле, Річард Ламсден і Ллойд Гатчінсон. Ніл Геймен отримав роль герцога Обрі.